# Buyruldu
Un buyruldu era un decreto emesso da un funzionario di alto rango e passato nelle mani di quelli di rango inferiore nell'Impero ottomano. Deriva letteralmente dall'espressione turca "è stato decretato", dal verbo buyur- (decretare).
Un buyruldu poteva essere emesso dal gran visir o da altri ministri come i defterdar (ministro delle finanze) nella capitale; o dai beylerbey (governatori provinciali) nel paese. I decreti emanati dal sultano erano detti firmani.